# ويليام هاي
ويليام هاي (6 ديسمبر 1873 في المملكة المتحدة - 16 يونيو 1945 في أستراليا) (بالإنجليزية: William Hay)‏ هو لاعب كريكت نيوزلندي.

## وصلات خارجية
- ويليام هاي على موقع إي آس بي آن كريك إنفو (الإنجليزية)